# NGC 6400
NGC 6400 est un amas ouvert relativement âgé et situé dans la constellation du Scorpion. Il a été découvert par l'astronome écossais James Dunlop en 1826.
Selon la classification des amas ouverts de Robert Trumpler, cet amas renferme entre 50  et   100 étoiles (lettre m) dont la concentration est moyenne (II) et dont les magnitudes se répartissent sur un intervalle moyen (le chiffre 2). D'après les données du catalogue Lynga, l'amas est composé de 60 étoiles.

## Observation
Avec une magnitude visuelle de 8,8, on peut observer l'amas avec des jumelles dont l'ouverture est de 60 à 70 mm ou avec un petit télescope.

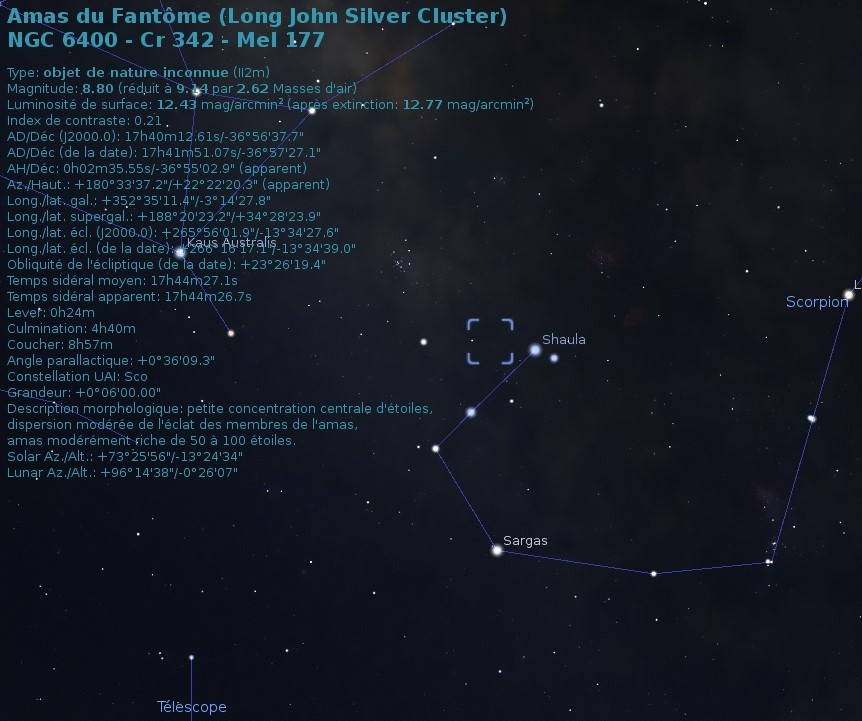
Localisation de NGC 6400 dans la constellation du Scorpion.

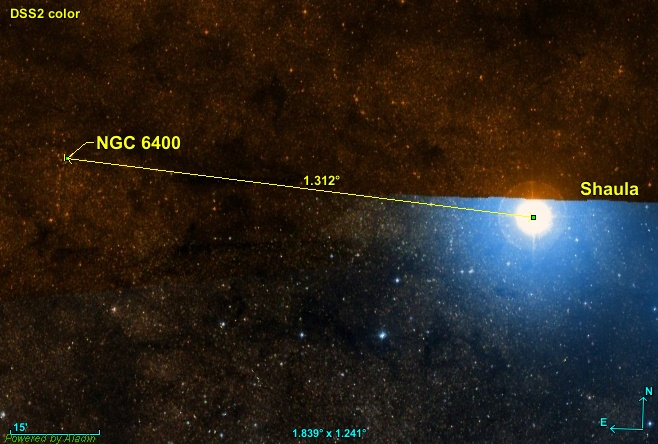
Position de NGC 6400 par rapport Shaula.

NGC 6400 est situé à environ 1,3 degrés au nord-est de Shaula (Lambda Scorpii), une étoile de magnitude 1,62.

## Caractéristiques

### Distance taille et vitesse
La base de données Simbad indique que la valeur moyenne de la parallaxe des étoiles de NGC 6400 est égale à 0,797 ± 0,04 mas. Ces mesures proviennes du satellite Gaia. Cette parallaxe correspond à une distance de 1 255 ± 6 pc.
Quatre valeurs de la distance sont aussi indiquées sur Simbad: 1 200,0 pc, 1 130 ± 51 pc, 938 pc et 950 pc. Les deux premières valeurs proviennent aussi des mesures de la parallaxe par le satellite Gaia. La moyenne et l'écart type des trois valeurs déduites de la parallaxe sont 1 195 ± 63 pc (∼3 900 al).
La taille apparente de l'amas est de 12′, ce qui, compte tenu de la distance de 1 195 ± 63 pc et grâce à un calcul simple, équivaut à une taille réelle de 13,6 ± 0,7 al.
Deux valeurs identiques de la vitesse sont indiquées sur Simbad, soit −13,06 ± 0,66 km/s,.

### Métallicité
Simbad rapporte une seule valeur de la métallicité, soit 0,147. Selon cette valeur, le pourcentage d'éléments lourds (plus lourd que l'hydrogène et l'hélium) de cet amas est de 140% (10+0,147) de celui du Soleil.

### Âge
Selon les dernières estimations, l'âge de cet amas est de 603 millions d'années (log10=8,78).

## Étoiles
Simbad montre aussi un bouton nommé Children. En cliquant sur ce bouton, on atteint une section de cette base de données qui renferme un tableau contenant 219 entrées pour NGC 6400. Cependant, des étoiles (les Children) peuvent apparaître plusieurs fois dans la deuxième colonne du tableau, d'où le nombre de liens bibliographiques qui est supérieure au nombre d'étoiles. La quatrième colonne de ce tableau indique la probabilité que l'étoile appartienne à l'amas. En cliquant sur le titre de cette colonne, on peut classer la probabilité par ordre croissant ou décroissant. En cliquant sur la désignation de l'étoile, on atteint la page de Simbad qui résume ses propriétés.